# Herlev Sogn
|  | Nørre Herlev Sogn i Hillerød Provsti (Helsingør Stift) hed indtil 1917 også Herlev Sogn. |
Herlev Sogn er et sogn i Gladsaxe-Herlev Provsti (Helsingør Stift). Sognet ligger i Herlev Kommune; indtil Kommunalreformen i 1970 lå det i Sokkelund Herred (Københavns Amt). I Herlev Sogn ligger Herlev Kirke.
I Herlev Sogn findes flg. autoriserede stednavne:
- Herlev (bebyggelse, ejerlav)